# حاجی احمدلی (بردع)
حاجی احمدلی (به لاتین: Hacıəhmədli) یک منطقه مسکونی در جمهوری آذربایجان است که در شهرستان بردع واقع شده است. حاجی احمدلی ۲۲۳ نفر جمعیت دارد.